# Vladimir Ukhov
Pour les articles homonymes, voir Oukhov.
Vladimir Ukhov (en russe : Владимир Васильевич Ухов, Vladimir Vassilievitch Oukhov), né le 21 janvier 1924 à Saint-Pétersbourg et décédé le 25 mai 1996, est un athlète soviétique puis russe spécialiste du 50 kilomètres marche. Il mesurait 1,78 m pour 67 kg et concourait pour l'Iskra Leningrad.

## Biographie

### Palmarès
| Date | Compétition           | Lieu     | Résultat | Performance       |
| ---- | --------------------- | -------- | -------- | ----------------- |
| 1952 | Jeux olympiques d'été | Helsinki | 6e       | 4 h 32 min 51 s 6 |
| 1954 | Championnats d'Europe | Berne    | 1er      | 4 h 22 min 12 s   |

### Records
| Épreuve      | Performance     | Lieu | Date |
| ------------ | --------------- | ---- | ---- |
| 50 km marche | 4 h 11 min 23 s |      | 1956 |